# Baziège
Baziège település Franciaországban, Haute-Garonne megyében. Lakosainak száma 3590 fő (2022. január 1.). Baziège Fourquevaux, Ayguesvives, Labastide-Beauvoir, Mauremont, Montesquieu-Lauragais, Montgiscard, Montlaur és Villenouvelle községekkel határos.

## Népesség
A település népességének változása:
| Lakosok száma | 1194 | 1648 | 1874 | 3031 | 3221 | 3301 | 3346 | 3395 | 3456 | 3590 |
|               | 1968 | 1982 | 1990 | 2006 | 2013 | 2015 | 2017 | 2019 | 2020 | 2022 |